# Vargem Bonita (Minas Gerais)
Vargem Bonita è un comune del Brasile nello Stato del Minas Gerais, parte della mesoregione dell'Oeste de Minas e della microregione di Piumhi.